# SST Records
SST Records este o casă de discuri americană fondată în anul 1966 (ca Solid State Transmitters); 1978 (SST Records).